# زكي عثمان (لاعب كرة قدم مواليد 1932)
زكي عثمان هو لاعب كرة قدم مصري، ولد في 14 إبريل 1932، وتوفي في 14 نوفمبر 2014 في القاهرة في مصر. شارك مع منتخب مصر لكرة القدم. أما مع النوادي، فقد لعب مع نادي الزمالك ونادي السكة الحديد، كان يلقب بشيخ المدربين.